# Golf van Bonny

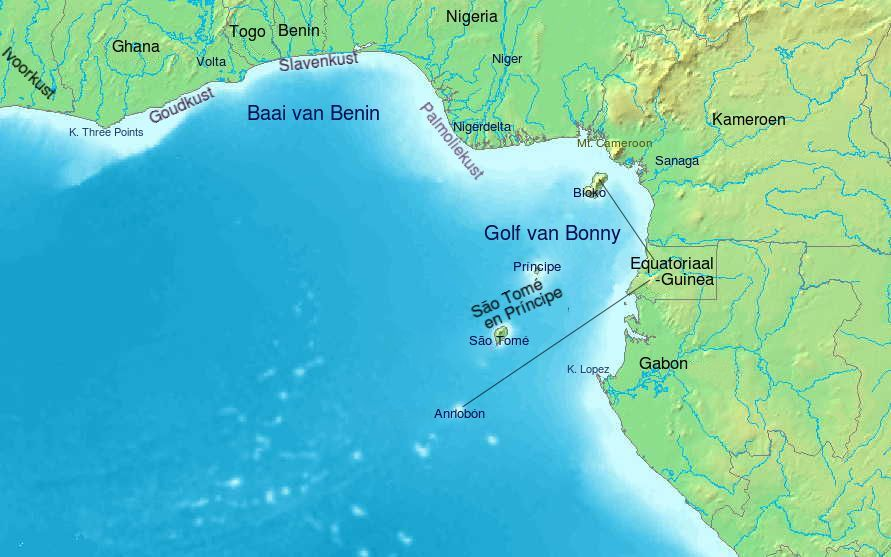
Overzichtskaart van de Golf van Guinee, met in het oosten de Golf van Bonny

De Golf van Bonny of Baai van Biafra is een golf of baai voor de Afrikaanse kust in het oosten van de Golf van Guinee, onderdeel van de Atlantische Oceaan. De golf strekt zich uit van de Nigerdelta in Nigeria in het noordwesten tot aan Kaap Lopez in Gabon in het zuidoosten.
De naam werd in Nigeria in 1972 gewijzigd van de "Bight of Biafra" (Bocht van Biafra) naar "Bight of Bonny" (Bocht van Bonny). De reden hiervoor was dat de Nigeriaanse regering na de Biafra-oorlog alle geografische namen die refereerden aan het separatistische Biafra wilde verwijderen. De naam Bonny komt van de gelijknamige havenstad in het oosten van de Nigerdelta.
De grootste rivieren die in de golf uitstromen zijn de Niger, de Sanaga en de Ogooué. De eilanden Bioko, Corisco en Principe liggen in of aan de golf. Daarnaast liggen de volgende landen in of aan de Golf van Bonny:
- Nigeria
- Kameroen
- Equatoriaal-Guinea
- Sao Tomé en Principe
- Gabon